# 堀川町 (川崎市)
堀川町（ほりかわちょう）は、神奈川県川崎市幸区の町名である。住居表示は実施されておらず、丁目は設けられていない。面積は296654.7m2。

## 地理
幸区の南東端の、多摩川右岸の低地に位置し、北東は多摩川をはさんで東京都大田区、南東はJR南武線・京浜東北線・東海道線の線路を挟んで川崎区駅前本町および日進町に接する。西側は中幸町・幸町・大宮町に隣接する。
町内にJR川崎駅西口があり、京急川崎駅も近い。バスターミナルは川崎駅西口と川崎駅西口北の2か所に設けられている。多摩川沿いに国道409号、町内を南北に神奈川県道9号川崎府中線（府中街道）が通る。
1980年代以降は工場跡地の再開発が進み、府中街道の東側は明治製菓川崎工場跡地の再開発地区「ソリッドスクエア」、さらにその東側は明治製糖川崎工場跡地の再開発地区「かわさきテクノピア」、西側は東芝川崎事業所跡地の再開発地区「ラゾーナ川崎」となった。

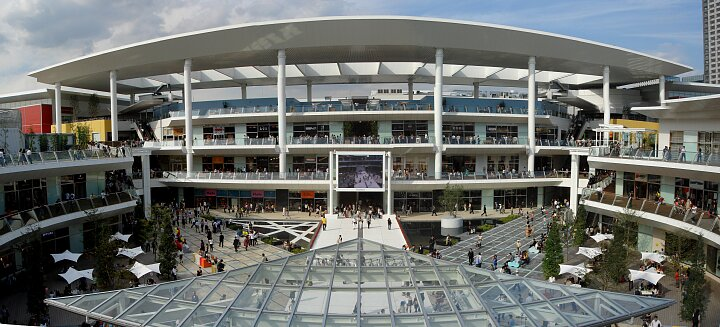
ラゾーナ川崎プラザ
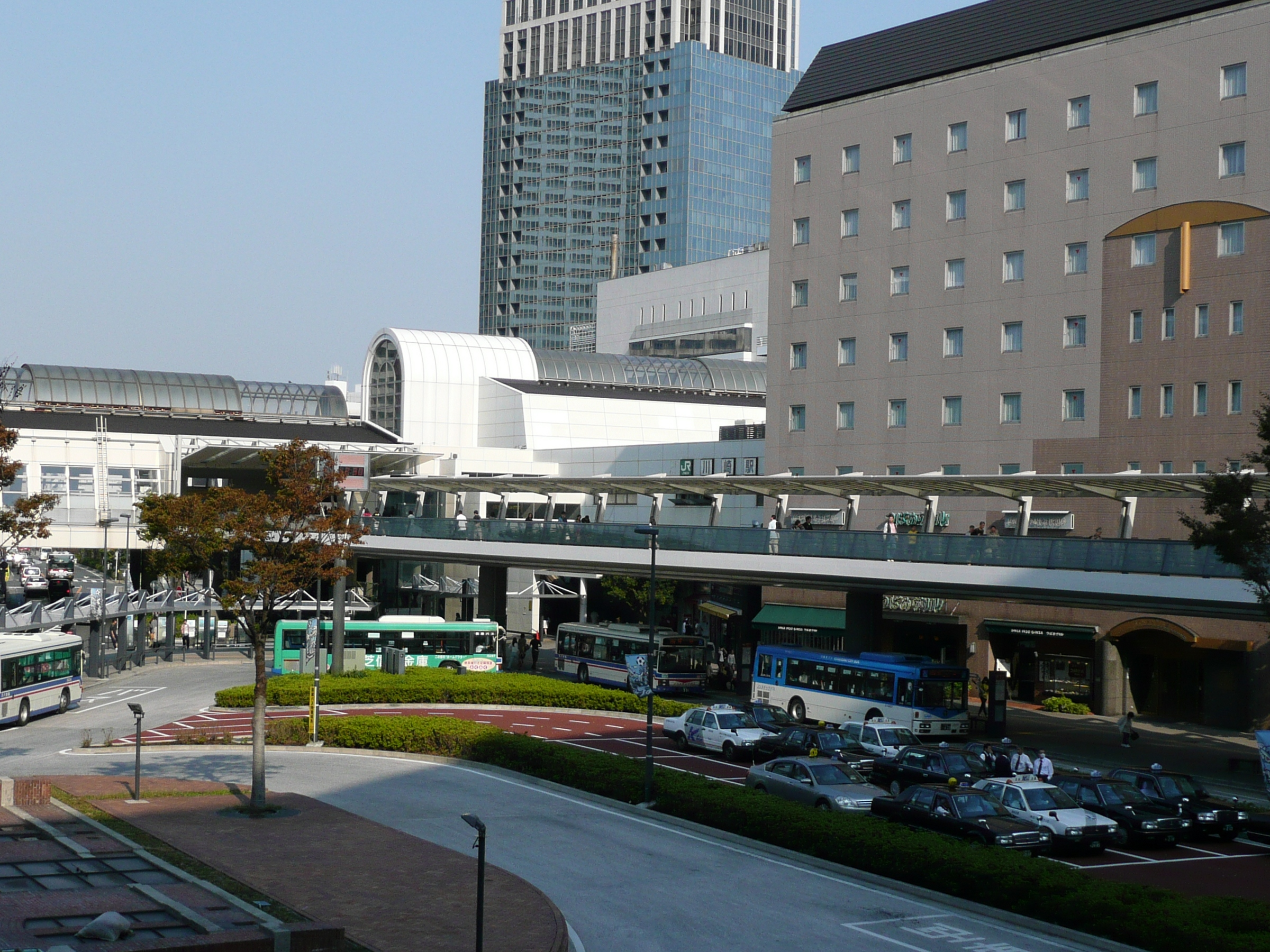
川崎駅西口バスターミナル

## 歴史
現在の堀川町に相当する部分は、元は御幸村南河原および川崎町砂子・堀之内・新宿の各一部であった。1906年（明治39年）に横浜精糖（1912年に明治製糖と合併、現在の大日本明治製糖）が粗糖精製工場を開設。この工場は川崎が工業都市として発展する端緒となり、跡地の川崎市産業振興会館前には記念碑が建てられた。1908年には東京電気川崎工場（のちの東芝堀川町工場、東芝川崎事業所）が進出。1924年（大正13年）には、前述の各町から堀川町が新設された。町名は、当地に二ヶ領用水の大師堀が流れていたことからつけられたと考えられているが、詳しくは分かっていない。同年7月、川崎市の市制施行により川崎市堀川町となる。1925年には明治製糖の隣接地に明治製菓（現在の明治）川崎工場が開設された。1933年（昭和8年）、川崎市堀之内・砂子・南河原の各一部を編入。1945年の川崎大空襲では、当地周辺が甚大な被害を受けた。1964年、堀川町の一部が駅前本町・砂子1丁目・本町2丁目に編入される。1972年には川崎市の政令指定都市移行に伴う区制施行により、川崎市幸区堀川町となる。
明治製糖の工場は1980年に千葉県に移転し、跡地は住宅展示場として暫定利用された。その後、市は1985年に「かわさきテクノピア構想」を策定。1987年に川崎東芝ビル、1988年にはリクルート川崎テクノピアビル（現在の川崎テックセンター）、興和川崎西口ビル、川崎市産業振興会館と住宅・都市整備公団住宅堀川町ハイツが竣工した。この再開発事業では、当時の川崎市助役にリクルートコスモスの未公開株が譲渡され、容積率の制限を拡大して高層ビルの建設を可能とする便宜を図ったとされる、いわゆる「リクルート事件」の舞台ともなった。明治製菓の工場は1989年（平成元年）に閉鎖され、跡地は1995年にかわさきテクノピア第2期としてソリッドスクエアが竣工した。東芝川崎事業所は2000年に閉鎖され、跡地は三井不動産、東芝、東芝不動産（現・野村不動産）により「ラゾーナ川崎」の名称で再開発された。2006年9月28日に大規模商業施設「ラゾーナ川崎プラザ」、2007年3月に住宅ゾーン「ラゾーナ川崎レジデンス」が完成。2013年3月には「ラゾーナ川崎東芝ビル」が完成し、2014年1月には小向東芝町（旧 東芝科学館）から移転した東芝未来科学館が同ビル内にオープンした。

## 世帯数と人口
2025年（令和7年）6月30日現在（川崎市発表）の世帯数と人口は以下の通りである。
| 町丁   | 世帯数  | 人口    |
| ------ | ------- | ------- |
| 堀川町 | 809世帯 | 1,651人 |

### 人口の変遷
国勢調査による人口の推移。
| 年                 | 人口  |
| ------------------ | ----- |
| 1995年（平成7年）  | 275   |
| 2000年（平成12年） | 294   |
| 2005年（平成17年） | 199   |
| 2010年（平成22年） | 1,690 |
| 2015年（平成27年） | 1,713 |
| 2020年（令和2年）  | 1,667 |

### 世帯数の変遷
国勢調査による世帯数の推移。
| 年                 | 世帯数 |
| ------------------ | ------ |
| 1995年（平成7年）  | 197    |
| 2000年（平成12年） | 224    |
| 2005年（平成17年） | 160    |
| 2010年（平成22年） | 795    |
| 2015年（平成27年） | 832    |
| 2020年（令和2年）  | 784    |

## 学区
市立小・中学校に通う場合、学区は以下の通りとなる（2025年4月時点）。
| 番地 | 小学校             | 中学校               |
| ---- | ------------------ | -------------------- |
| 全域 | 川崎市立幸町小学校 | 川崎市立南河原中学校 |

## 事業所
2021年（令和3年）現在の経済センサス調査による事業所数と従業員数は以下の通りである。
| 町丁   | 事業所数  | 従業員数 |
| ------ | --------- | -------- |
| 堀川町 | 482事業所 | 25,599人 |

### 事業者数の変遷
経済センサスによる事業所数の推移。
| 年                 | 事業者数 |
| ------------------ | -------- |
| 2016年（平成28年） | 457      |
| 2021年（令和3年）  | 482      |

### 従業員数の変遷
経済センサスによる従業員数の推移。
| 年                 | 従業員数 |
| ------------------ | -------- |
| 2016年（平成28年） | 25,388   |
| 2021年（令和3年）  | 25,599   |

## その他

### 日本郵便
- 郵便番号 : 212-0013[3]（集配局 : 川崎港郵便局[22]）

### 警察
町内の警察の管轄区域は以下の通りである。
| 番・番地等         | 警察署   | 交番・駐在所   |
| ------------------ | -------- | -------------- |
| 県道川崎府中線以西 | 幸警察署 | 川崎駅西口交番 |
| 県道川崎府中線以東 | 幸警察署 | 河原町交番     |